# Athlītikos Omilos Trikala
L'Athlītikos Omilos Trikala (in greco: Αθλητικός Όμιλος Τρίκαλα) è una società calcistica greca di Trikala. Milita nella Gamma Ethniki, la terza serie del campionato greco di calcio.
La squadra gioca le partite casalinghe allo stadio municipale di Trikala.

## Storia
Il Trikala fu fondato nel 1963 in seguito alla fusione dei due club principali di Trikala: Achilleas Trikala e A.E. Trikala. 
Tra il 1964 ed il 1969 la squadra, ha trascorso le varie stagioni alternandosi tra la prima e la seconda divisione. Attualmente il Trikala milita nella terza serie del campionato greco, la Football League.

## Palmarès

### Competizioni nazionali
- Beta Ethniki: 5

1963-1964, 1967-1968, 1970-1971, 1998-1999, 2019-2020
- Gamma Ethniki: 1

2014-2015 (gruppo 1)
- Delta Ethniki: 2

2004-2005 (gruppo 4), 2008-2009 (gruppo 4)

### Altri piazzamenti
- Coppa di Grecia:

Semifinalista: 1965-1966
- Football League (Grecia):

Terzo posto: 2015-2016
- Gamma Ethniki:

Secondo posto: 1983-1984 (gruppo 2), 1990-1991 (gruppo 2), 1994-1995 (gruppo 2), 2009-2010 (girone 2)
- Delta Ethniki:

Secondo posto: 2007-2008 (gruppo 3)
Terzo posto: 2003-2004 (gruppo 4)

## Organico

### Rosa 2018-2019
Aggiornata al 28 gennaio 2019.
| N. |                               | Ruolo | Calciatore               |
| -- | ----------------------------- | ----- | ------------------------ |
| 2  | Grecia (bandiera)             | D     | Xenofon Panos (capitano) |
| 4  | Grecia (bandiera)             | D     | Stathis Syriopoulos      |
| 5  | Grecia (bandiera)             | C     | Vassilis Triantafyllakos |
| 6  | Grecia (bandiera)             | C     | Antonis Tsiaras          |
| 8  | Grecia (bandiera)             | C     | Pavlos Laskaris          |
| 9  | Grecia (bandiera)             | A     | Panagiotis Symelidis     |
| 13 | Grecia (bandiera)             | D     | Christos Niaros          |
| 15 | Guinea (bandiera)             | D     | Lamin Diallo             |
| 16 | Grecia (bandiera)             | P     | Christos Bourousis       |
| 17 | Guinea Equatoriale (bandiera) | A     | Randy                    |
| 18 | Grecia (bandiera)             | C     | Stergios Tsimikas        |
| 19 | Grecia (bandiera)             | A     | Dimitris Kapos           |
| 20 | Grecia (bandiera)             | D     | Ilias Aivazoglou         |

| N. |                     | Ruolo | Calciatore           |
| -- | ------------------- | ----- | -------------------- |
| 21 | Grecia (bandiera)   | D     | Giannis Dosis        |
| 23 | Grecia (bandiera)   | D     | Apostolos Koulpas    |
| 27 | Grecia (bandiera)   | C     | Alexandros Smyrlis   |
| 29 | Grecia (bandiera)   | D     | Vangelis Gotovos     |
| 30 | Grecia (bandiera)   | P     | Kleomenis Theologis  |
| 31 | Grecia (bandiera)   | D     | Spyros Gougoudis     |
| 33 | Grecia (bandiera)   | C     | Christos Katsantonis |
| 40 | Grecia (bandiera)   | P     | Nikos Gidopoulos     |
| 67 | Francia (bandiera)  | C     | Housseine Zakouani   |
| 77 | Grecia (bandiera)   | C     | Tasos Alexandris     |
| 88 | Grecia (bandiera)   | P     | Dimitrios Tairis     |
| 95 | Moldavia (bandiera) | C     | David Andronic       |

### Stagioni passate
- stagione 2016-2017
- stagione 2017-2018